# Egypt na Letních olympijských hrách 1948
Egypt se účastnil Letní olympiády 1948 v Londýně ve 12 sportech. Zastupovalo ho 85 sportovců.

## Medailové pozice
| Medaile | Jméno              | Sport    | Disciplína                 |
| ------- | ------------------ | -------- | -------------------------- |
| Zlato   | Mahmúd Fayad       | Vzpírání | muži pérová váha do 60 kg  |
| Zlato   | Ibrahim Shams      | Vzpírání | muži lehká váha do 67,5 kg |
| Stříbro | Ali Mahmoud Hassan | Zápas    | Muži řecko-římský do 57 kg |
| Stříbro | Attia Hamouda      | Vzpírání | muži lehká váha do 67,5 kg |
| Bronz   | Ibrahim Orabi      | Zápas    | Muži řecko-římský do 87 kg |